# Hans Hindpere
Pour les articles homonymes, voir Hindpere.
Hans Hindpere, né le 18 mars 1928 à Jõhvi et mort le 27 septembre 2012, est un compositeur estonien.

## Biographie
Hans Hindpere fréquente d'abord le lycée de Jõhvi, puis le lycée musical de Tallinn. En 1963, il termine ses études de composition avec Anatoli Garšnek au Conservatoire d'État de Tallinn. De 1962 à 1965, il est rédacteur musical à la télévision estonienne. De 1965 à 1967, il est directeur artistique d'un Palais de la culture pour les jeunes.
Parallèlement, Hindpere joue dans de nombreux groupes et formations musicales et se produit en tant que musicien de jazz. Il compose aussi bien de la musique classique traditionnelle que de la musique électronique. L'opéra pour enfants Vürst Gabriel (1961), l'oratorio Igavene tuli (1971) et ses deux sonatines pour piano (1960 et 1962) sont particulièrement connus.